# Valerius (gebouw)

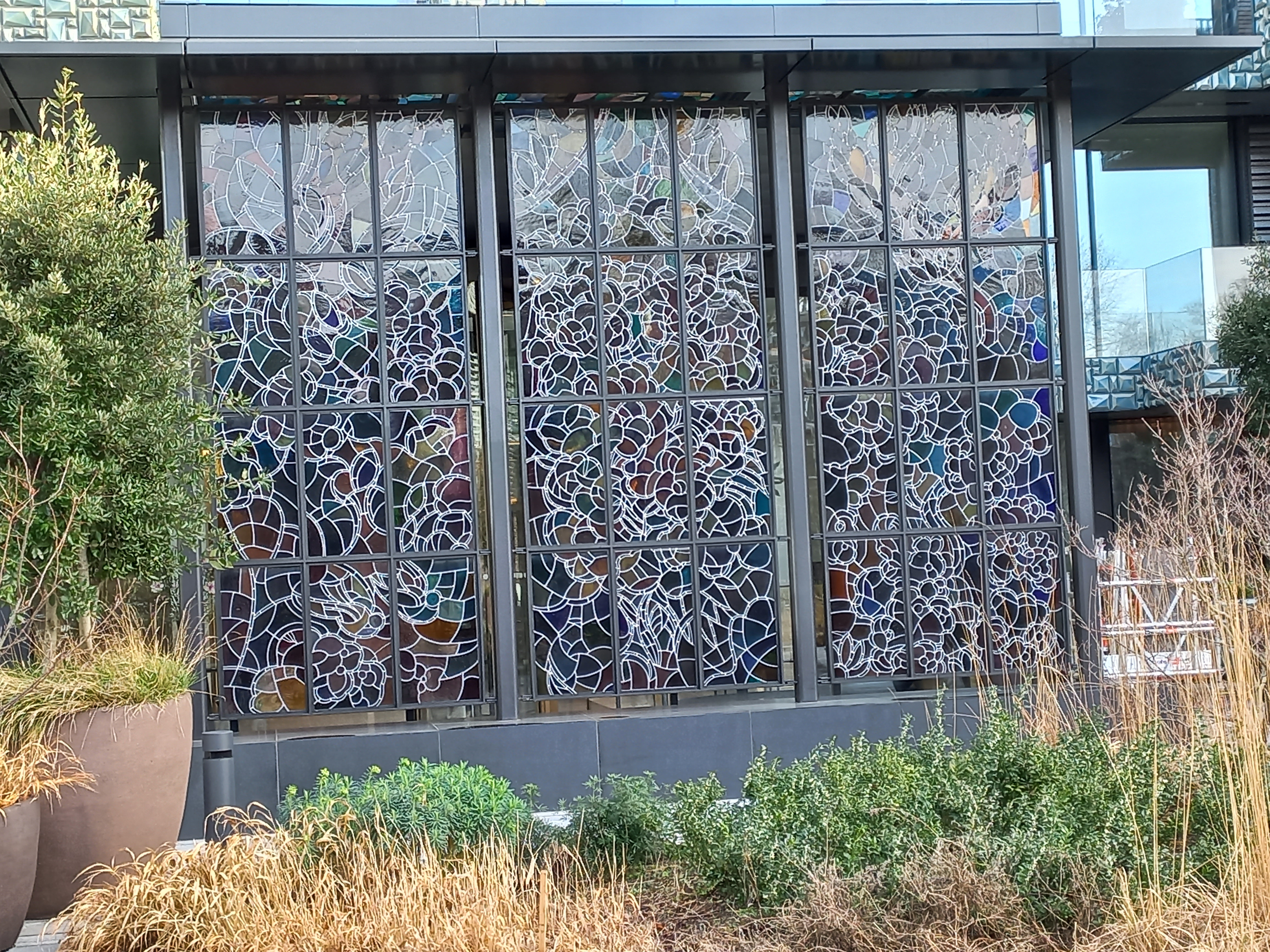
Glas-in-lood bij entree (februari 2024)

Valerius is een gebouwencomplex in Amsterdam-Zuid. Het is gelegen aan het Valeriusplein, waaraan het deels haar naam dank. Het is namelijk ook deels vernoemd naar de Valeriuskliniek die hier tussen 1910 en 2017 stond. Het gebouw wordt ingeklemd tussen Valeriusplein, Valeriusstraat en Lassusstraat.  
Het gebouw is ontworpen door Roberto Meyer van MVSA en herbergt 28 luxe appartementen met een oppervlakte van 170 tot 450 m². Hij hield daarbij grotendeels de plattegrond (brede U-vorm) van de oude kliniek aan, met oprit aan het plein en siertuin, maar dan met ondergelegen parkeergarage. De geplaatste balkons en terrassen moesten voorkomen dat hier een massief bouwblok verrees. In die gevels is geglazuurd tegelwerk van Koninklijke Tichelaar Makkum terug te vinden, hetgeen door lichtweerkaatsing bijdraagt aan een speelse karakter. De bodem van de U staat teruggetrokken van de rooilijn; het open gedeelte wordt afgeschermd door een hekwerk op plint, hetgeen zou aangegeven dat men van pottenkijkers niet gediend is. Het gebouw is oorspronkelijk bedoeld voor 55+-sers. Aan de Lassusstraat is een zorginstelling gevestigd.    
Uit het oude gebouwen kwamen enkele delen glas-in-lood-taferelen mee ontworpen en gemaakt door Matthieu Wiegman.